# 32e cérémonie des David di Donatello
La 32e cérémonie des David di Donatello s'est déroulée le 29 avril 1987 au Capitole. 

## Palmarès
- Meilleur film :
  - La Famille
  - Regalo di Natale
  - Storia d'amore

- Meilleur réalisateur :
  - Ettore Scola pour La Famille
  - Pupi Avati pour Regalo di Natale
  - Francesco Maselli pour Storia d'amore

- Meilleur réalisateur débutant :
  - Giorgio Treves pour Le Mal d'aimer
  - Antonietta De Lillo et Giorgio Magliulo pour Una casa in bilico
  - Giuseppe Tornatore pour Le Maître de la camorra

- Meilleur scénariste :
  - Ruggero Maccari, Furio Scarpelli et Ettore Scola pour La Famille
  - Pupi Avati et Giovanni Bruzzi pour Regalo di Natale
  - Francesco Maselli pour Storia d'amore

- Meilleur producteur :
  - Franco Cristaldi et Bernd Eichinger pour Le Nom de la rose
  - Antonio Avati pour Regalo di Natale
  - Franco Committeri  pour Storia d'amore

- Meilleure actrice :
  - Liv Ullmann pour Adieu Moscou
  - Valeria Golino pour Storia d'amore
  - Stefania Sandrelli pour La Famille

- Meilleur acteur :
  - Vittorio Gassman pour La Famille
  - Diego Abatantuono pour Regalo di Natale
  - Gian Maria Volonté pour L'Affaire Aldo Moro

- Meilleure actrice dans un second rôle :
  - Lina Sastri pour L'Enquête
  - Valentina Cortese pour Via Montenapoleone
  - Stefania Sandrelli pour La sposa era bellissima

- Meilleur acteur dans un second rôle :
  - Leo Gullotta pour Le Maître de la camorra
  - Justino Díaz pour Othello
  - Gigi Reder pour Superfantozzi
  - Mattia Sbragia pour L'Affaire Aldo Moro

- Meilleur directeur de la photographie :
  - Tonino Delli Colli pour Le Nom de la rose
  - Ricardo Aronovitch pour La Famille
  - Franco Di Giacomo pour L'Enquête

- Meilleur musicien :
  - Armando Trovajoli pour La Famille
  - Riz Ortolani pour Regalo di Natale
  - Giovanna Marini pour Storia d'amore

- Meilleure chanson originale :
  - Riz Ortolani pour Regalo di Natale
  - Giovanni Nuti pour Stregati
  - Detto Mariano pour Il burbero

- Meilleur décorateur :
  - Dante Ferretti pour Le Nom de la rose
  - Mario Chiari pour Via Montenapoleone
  - Luciano Ricceri pour La Famille

- Meilleur créateur de costumes :
  - Gabriella Pescucci pour Le Nom de la rose
  - Anna Anni et Maurizio Millenotti  pour Othello
  - Gabriella Pescucci pour La Famille

- Meilleur monteur :
  - Francesco Malvestito pour La Famille
  - Amedeo Salfa pour Regalo di Natale
  - Jane Seitz pour Le Nom de la rose

- Meilleur son :
  - Raffaele De Luca pour Regalo di Natale
  - Fabio Ancillai pour La Famille
  - François Waledisch pour Le Mal d'aimer

- Meilleur film étranger :
  - Chambre avec vue
  - L'Histoire officielle
  - Mission

- Meilleur réalisateur étranger :
  - James Ivory pour Ran
  - Luis Puenzo pour L'Histoire officielle
  - Alain Cavalier pour Thérèse

- Meilleur scénariste étranger :
  - Woody Allen pour Hannah et ses sœurs
  - Oliver Stone pour Platoon
  - Aida Bortnik et Luis Puenzo  pour L'Histoire officielle

- Meilleur producteur étranger :
  - Fernando Ghia et David Puttnam  pour Mission
  - Marcelo Piñeyro pour L'Histoire officielle
  - Maurice Bernart pour Thérèse

- Meilleure actrice étrangère :
  - Norma Aleandro pour L'Histoire officielle
  - Deborah Kerr pour The Assam Garden
  - Sabine Azéma pour Mélo

- Meilleur acteur étranger :
  - Dexter Gordon pour Autour de minuit
  - Jeremy Irons pour Mission
  - Michael Caine pour Hannah et ses sœurs

- Premio Alitalia
  - Anna Maria Clementelli
  - Silvio Clementelli
  - Damiano Damiani
  - Fulvio Lucisano

- David Luchino Visconti
  - Alain Resnais

- David René Clair :
  - Jean-Jacques Annaud

- David Special :
  - Elena Valenzano